# Ickingeburen
Ickingeburen is een verdwenen buurtschap ten noorden van het Schildmaar in het kerspel Schildwolde in de huidige gemeente Midden-Groningen. Het wordt vermeld in zijl- en landregisters uit de vijftiende eeuw en was kennelijk genoemd naar een boerderij IJckingeheem ... in den Ham oftewel Hooghammen, waar een zekere Snelger IJckinga woonde. Ook wordt wel gesproken over IJkama ham ... bij den dijck, Hijkinga haam, Hijckinga huijsweer, Hijckinga oesterwere (eigendom van Thijt IJckinga), Hoykenga heert en Hijkema uutera heert. Een zekere Tiado IJckinga bezat land in die Hersen compen. Of de familienaam Hoykenga een verbastering is van Haijginga, Haginga of Hoijnga, een hoofdelingenfamilie die al rond 1300 wordt genoemd, is onzeker. Kennelijk ging het om een toonaangevende familie: Herdricus Yckenga was in 1317 een van de scheppers van het Generale Zijlvest der Drie Delfzijlen, vermoedelijk stammend uit het Scharmerzijlvest.
De Ickinge buer klauwe of  IJckinge clauwe [...] an die oester sijdt der kercken van Slochteren vormde in 1470 een onderdeel van het Slochterzijlvest. Het gebied zal oorspronkelijk de gehuchten De Hammen, Luddeweer, De Paauwen met delen van de Graauwedijk en Overschild hebben omvat. De woonplaatsen waren inmiddels grotendeels verlaten en de landerijen in gebruik als hooiland door boeren in Slochteren en Schildwolde. In de 16e eeuw werd hieruit twee nieuwe onderdelen of zijleden gevormd, die voortaan werden gekoppeld aan de twee zijleden van het dorp Slochteren.